# Hermia & Helena
Hermia & Helena es una película dramática argentina escrita y dirigida por Matías Piñeiro. Está protagonizada por Agustina Muñoz y María Villar.
La película se estrenó mundialmente en la sección oficial de la 69.ª edición del Festival de Locarno.

## Reparto
- Agustina Muñoz como Camila.
- María Villar como Carmen.
- Mati Diop como Danièle.
- Keith Poulson como Lukas.
- Julián Larquier Tellarini como Leo.
- Dan Sallitt como Horace.

## Premios y nominaciones

### Participación en festivales de cine
| Festival                                  | Fecha de evento                           | Categoría                          | Premio   | Ref   |
| ----------------------------------------- | ----------------------------------------- | ---------------------------------- | -------- | ----- |
| Festival Internacional de Cine de Locarno | 3 de agosto al 13 de agosto de 2016       | Lepardo de Oro a la mejor película | Nominado | [ 2 ] |
| Festival de Cine de Nueva York            | 30 de septiembre al 16 de octubre de 2016 | Sección oficial                    | Nominado | [ 3 ] |